# A.P. Indy

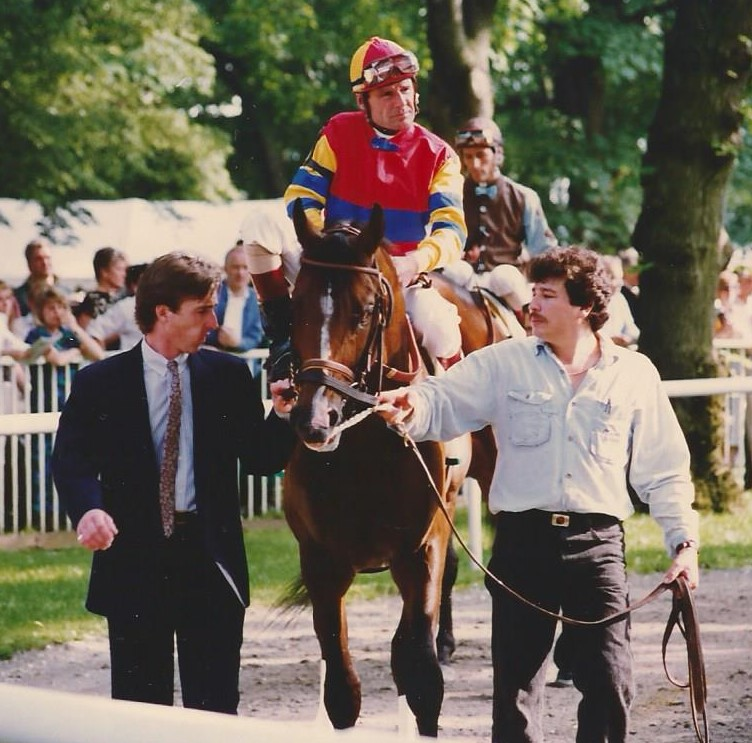
A.P. Indy przed Belmont Stakes 1992.

A.P. Indy (ur. 31 marca 1989, zm. 21 lutego 2020.) – amerykański koń wyścigowy pełnej krwi angielskiej. Był wiodącym reproduktorem w Stanach Zjednoczonych w 2003 i 2006 roku. Zwycięzca Belmont Stakes i Breeders' Cup Classic w 1992 roku.

## Życiorys

### Wczesne życie i kariera
A.P. Indy urodził się w Kentucky. Jego ojcem jest zdobywca Triple Crown z 1977 roku, Seattle Slew. Jego matką jest Weekend Surprise, córka Secretariata. W 1990 za 2,9 miliona dolarów kupił go Tamonori Tsurumaki, który nazwał go na cześć niedawno otworzonego przez niego toru wyścigowego Autopolis. W 1992 jego hodowcy, William Farish III i  William S. Kilroy, odkupili część udziałów. Trenował go Neil Drysdale.
W swoim pierwszym sezonie wyścigowym, czyli w 1991 roku, wygrał trzy z czterech gonitw, wśród nich Hollywood Futurity. Został uznany za trzeciego najlepszego dwuletniego ogiera sezonu.
Swój sezon wyścigowy w 1992 roku zaczął od zwycięstwa w San Rafael Stakes i Santa Anita Derby. Był jednym z faworytów do Kentucky Derby, jednak został wycofany kilka godzin przed wyścigiem z powodu stłuczenia nogi. Nie pobiegł również w Preakness Stakes, po tym jak wykryto u niego ledwo widoczne pęknięcie kopyta. 24 maja z łatwością wygrał Peter Pan Stakes, a jedenaście dni później zwyciężył w Belmont Stakes. Przez następne trzy miesiące miał przerwę od biegania, by jego kopyto mogło wyleczyć się całkowicie. 13 września zajął dopiero piąte miejsce w Molson Export Million. 10 października zajął trzecie miejsce w Jockey Club Gold Cup po tym, jak potknął się przy starcie, co poskutkowało oderwaniem się podkowy od prawego przedniego kopyta.
31 października 1992 roku wziął udział w Breeders' Cup Classic. A.P. Indy dobrze wystartował, ale szybko spadł na ósmą pozycję. Pod koniec wyścigu udało mu się przedrzeć na sam przód i wygrał wyścig o 2 długości. Po tym biegu przeszedł na emeryturę. Zdobył tytuł najlepszego trzyletniego ogiera i Konia Roku 1992. Zakończył karierę z 8 wygranymi na 11 startów i zarobkami wynoszącymi  2 979 815 dolarów.

A.P. Indy, 1992 rok.

### Emerytura
W 1993 roku trafił do Lane's End Farm, gdzie przez wiele lat działał jako reproduktor. Miał ogromny wkład w hodowli współczesnych koni wyścigowych. W 2003 i 2006 roku uznano go za wiodącego reproduktora w USA, a w 2015 zdobył tytuł najlepszego „ojca matek” (oznacza to, że źrebięta jego córek odnoszą liczne sukcesy na torze). W 2000 roku trafił do „United States Racing Hall of Fame”.
Ostatnie jego źrebięta przyszły na świat w 2011 roku, kiedy A.P. Indy miał 22 lata. Został wycofany z roli reproduktora 8 kwietnia 2011 roku po tym, jak żadna z 25 pokrytych przez niego klaczy nie poczęła. Po śmierci konia Hansel w czerwcu 2017 roku, A.P. Indy był najstarszym żyjącym zwycięzcą Belmont Stakes i Breeders' Cup Classic.
Zmarł ze starości 21 lutego 2020 w wieku 31 lat.

#### Źrebięta A.P. Indy, które odniosły sukces na torze lub w hodowli
- Pulpit
- Tomisue's Delight
- Golden Missile
- Old Trieste
- Stephen Got Even
- Symboli Indy
- Secret Status
- Aptitude
- Mineshaft
- Bernardini
- Rags To Riches
- Take Charge Indy
- Dreaming of Julia
- Got Lucky
- Honor Code

#### Wnuki i prawnuki A.P. Indy, które odniosły sukces na torze lub w hodowli
- Tapit
- Untapable
- Stardom Bound
- Hansen
- Tonalist
- Frosted
- Creator
- Tapwrit
- Cupid
- Tapizar
- Monomoy Girl
- California Chrome
- Devil May Care
- It's Tricky
- West Coast
- Princess Of Sylmar